# Yerbabuena, San Luis Potosí
Yerbabuena är en ort i Mexiko.   Den ligger i kommunen San Luis Potosí och delstaten San Luis Potosí, i den centrala delen av landet, 400 km nordväst om huvudstaden Mexico City. Yerbabuena ligger 1 882 meter över havet och antalet invånare är 172.
Terrängen runt Yerbabuena är platt åt sydväst, men åt nordost är den kuperad. Runt Yerbabuena är det tätbefolkat, med 570 invånare per kvadratkilometer. Närmaste större samhälle är Pedrera del Tanquito, 15,3 km öster om Yerbabuena. Omgivningarna runt Yerbabuena är i huvudsak ett öppet busklandskap.